# Eenparig cirkelvormige beweging

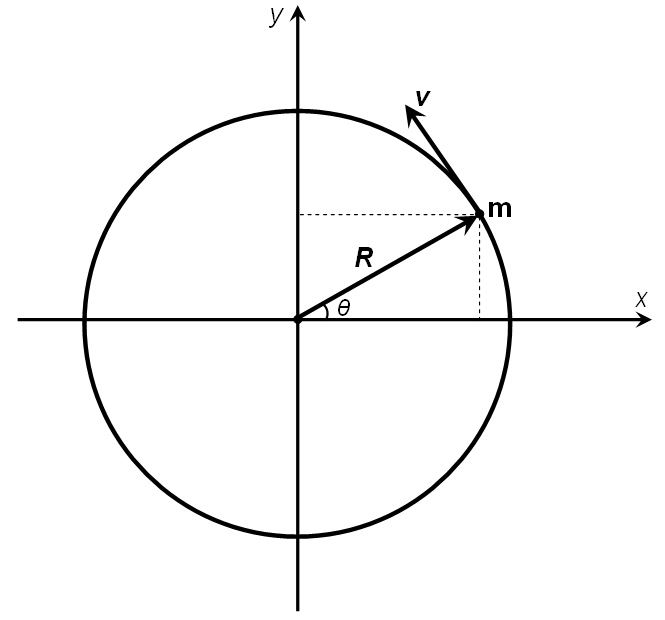
Schema van een ECB door een massapunt, met weergave van de standvector en de snelheidsvector

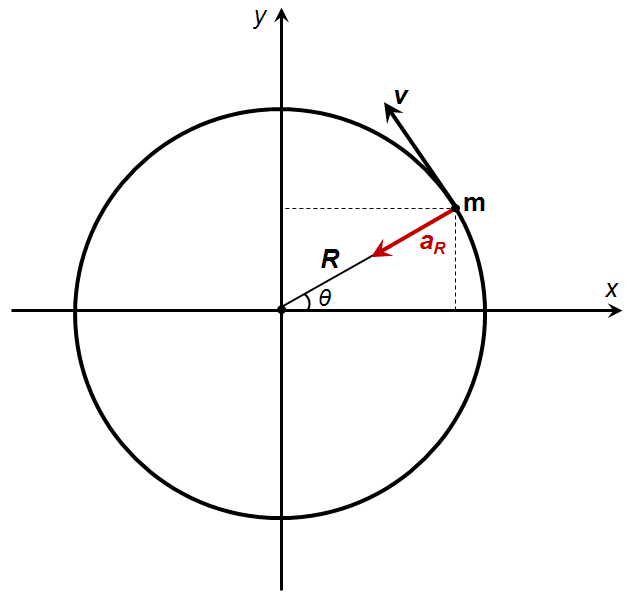
Schema van een ECB door een massapunt, met weergave van centripetale versnellingsvector

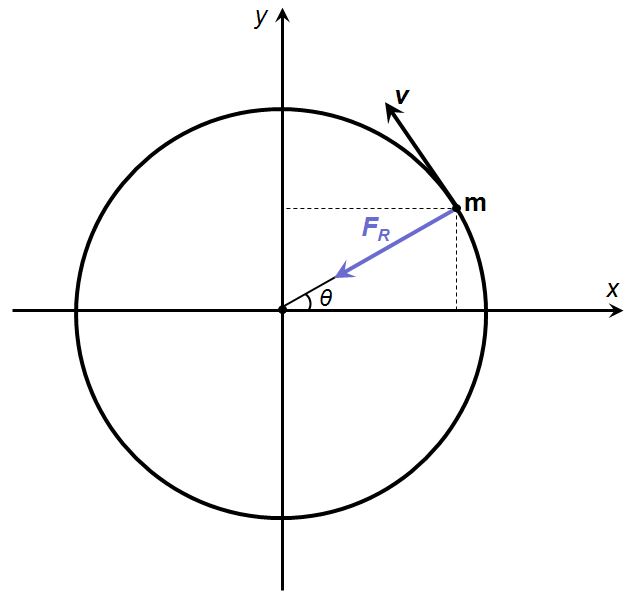
Schema van een ECB door een massapunt, met weergave van centripetale krachtvector

De eenparig cirkelvormige beweging of ECB is een eenparige beweging langs een cirkelvormige baan, waarbij, net als bij de eenparig rechtlijnige beweging, de snelheid in grootte constant is. Er is echter ook een versnelling die ervoor zorgt dat het voorwerp zijn cirkelvormige baan zal behouden. In diagrammen wordt de bewegingszin van een ECB gewoonlijk in tegenwijzerzin weergegeven.

## Bewegingsvergelijkingen
De beweging van een voorwerp dat met een constante hoeksnelheid {\displaystyle \omega } beweegt langs een cirkel om de oorsprong met straal {\displaystyle R}, kan worden weergeven met de volgende bewegingsvergelijkingen:
{\displaystyle x(t)=R\cos(\omega t)}
{\displaystyle y(t)=R\sin(\omega t)}
De parameter {\displaystyle t} is in dit geval de tijd.

## Kinematica van een ECB
Bij de eenparig cirkelvormige beweging is de snelheid de afgeleide van de standwet, en de versnelling de afgeleide van de snelheid. Hieronder staan enkele kinematische gegevens omtrent de ECB.

### Baansnelheid
De baansnelheid drukt de afgelegde weg uit in functie van de tijd en wordt gegeven door de uitdrukking (uitgedrukt in m/s):
{\displaystyle v={\frac {2\pi R}{T}}=2\pi Rf}
Daarin is:
{\displaystyle R} de straal van de cirkel,
{\displaystyle T} de periode van de beweging,
{\displaystyle f} de frequentie van de beweging.

### Hoeksnelheid
De hoeksnelheid geeft het verband weer tussen de afgelegde hoek en de tijd, en wordt (in rad/s) gegeven door:
{\displaystyle \omega ={\frac {2\pi }{T}}=2\pi f}

### Snelheid
De componenten van de snelheid volgen uit:
{\displaystyle v_{x}(t)={\frac {\mathrm {d} }{\mathrm {d} t}}x(t)=-\omega R\sin(\omega t)}
{\displaystyle v_{y}(t)={\frac {\mathrm {d} }{\mathrm {d} t}}y(t)=\omega R\cos(\omega t)}
Voor de snelheid geldt:
{\displaystyle v=\omega R}

### Versnelling
De componenten van de versnelling zijn:
{\displaystyle a_{x}(t)={\frac {\mathrm {d} }{\mathrm {d} t}}v_{x}(t)=-\omega ^{2}R\cos(\omega t)}
{\displaystyle a_{y}(t)={\frac {\mathrm {d} }{\mathrm {d} t}}v_{y}(t)=-\omega ^{2}R\sin(\omega t)}
Voor de versnelling geldt:
{\displaystyle {\vec {a}}=-\omega ^{2}{\vec {R}}}
De versnelling is dus constant in grootte, ongelijk aan nul, staat loodrecht op de snelheid en is naar het middelpunt van de cirkel gericht. Deze versnelling wordt de centripetale of middelpuntzoekende versnelling genoemd. Ze is nodig om het voorwerp in zijn baan te houden.

## Dynamica van een ECB
Volgens de tweede wet van Newton ({\displaystyle F=m\cdot a}) moet op een voorwerp dat versneld wordt, een nettokracht worden uitgeoefend. Op een voorwerp dat een cirkelvormige beweging uitvoert, zoals een bal aan een touw, moet dus een kracht worden uitgeoefend om dat voorwerp in de cirkelvormige baan te houden. Met andere woorden: er is een kracht nodig om het voorwerp een centripetale versnelling te geven. De grootte van die benodigde kracht kan berekend worden met de tweede wet van Newton voor de radiale component:
{\displaystyle F_{R}=m\cdot a_{R}}
Daarin staat {\displaystyle a_{R}} voor de radiale component van de versnelling (dit is de centripetale versnelling). De totale nettokracht wordt dus gegeven door de betrekking:
{\displaystyle F_{R}=m\cdot {\frac {v^{2}}{R}}}
Bij een eenparig cirkelvormige beweging, waarbij de snelheid in grootte constant is, is de versnelling {\displaystyle a_{R}} op elk moment gericht naar het middelpunt van de cirkel. Dat geldt bijgevolg ook voor de centripetale kracht, die evenzo moet gericht zijn naar het middelpunt van de cirkel. Er is telkens een kracht nodig, want als deze er niet zou zijn, zou volgens de eerst wet van Newton (wet van de traagheid) het voorwerp geen cirkelvormige baan beschrijven, maar een rechte baan (ERB).